# Мираж (Трансформерси)
Мираж (Mirage) је име неколико ликова из популарних цртаних серија Трансформерси, заснованој на популарној линији играчака који су произвели Такара и Хасбро.

## Генерација 1
Неки би рекли да је Мираж направљен са сребрном свећицом у устима. На Киботрону, он је био припадник више класе и радије је проводио своје дане ловећи турбо лисице, него што је био учесник у конфликту. Када више није могао избећи рат, Мираж је био принуђен да се придружи снагама Аутобота. Он сматра да образована и цивилизована бића не треба да ратују. Често му сметају насилна средства Аутобота а такође не тако тајно мисли да Аутоботи и Десептикони треба да се помире. Због оваквог размишљања, неки Аутоботи у њега немају поверења и сматрају га за симпатизера Десептикона. Ипак он се придружио Аутоботима са разлогом и увек је ту када им је потребан.